# Accademia del genio militare aeronautico "N.E. Žukovskij"
L'Accademia del genio militare aeronautico "N.E. Žukovskij" (in russo Военно-воздушная инженерная академия имени Н. Е. Жуковского?, Voenno-vozdušnaja inženernaja akademija imeni N. E. Žukovskogo), con sede a Mosca, è stata una scuola militare destinata alla formazione degli ingegneri dell'aeronautica militare sovietica e poi di quella russa.
È stata fondata nel 1920 ed è rimasta in attività fino all'agosto del 2011, quando l'istruzione in ambito aeronautico è stata oggetto di una profonda riorganizzazione..